# Netanjastadion
Het Netanjastadion (Hebreeuws: אצטדיון מרים) is een stadion in Netanja in Israël. Vaste bespeler is voetbalclub Maccabi Netanja. Het stadion werd geopend in 2012 en biedt plaats aan 13.800 toeschouwers. Het vervangt een eerder stadion in Netanja, het Sar-Tovstadion. Het stadion bestaat nu uit twee grote tribunes aan de lange zijden van het veld. Er zijn plannen om het verder uit te bouwen aan de korte zijden achter de doelen, zodat er plaats is voor 24.000 mensen. Het stadion werd gebruikt voor het EK onder 21 in 2013.

## Interlands
| 1                              | 6 februari 2013  | Israël – Finland   | 2 – 1 | Vriendschappelijk           | 6.150 |
| 2                              | 5 maart 2014     | Israël – Slowakije | 1 – 3 | Vriendschappelijk           | 6.500 |
| 3                              | 6 juni 2017      | Israël – Moldavië  | 1 – 1 | Vriendschappelijk           | 5.000 |
| 4                              | 24 maart 2018    | Israël – Roemenië  | 1 – 2 | Vriendschappelijk           | 7.925 |
| 5                              | 15 november 2018 | Israël – Guatemala | 7 – 0 | Vriendschappelijk           | 5.900 |
| 6                              | 7 september 2020 | Israël – Slowakije | 1 – 1 | UEFA Nations League 2020/21 | 0     |
| 7                              | 18 november 2020 | Israël – Schotland | 1 – 0 | UEFA Nations League 2020/21 | 0     |
| 8                              | 15 november 2021 | Israël – Faeröer   | 3 – 2 | WK 2022 kwalificatie        | 6.800 |
| Bijgewerkt op 18 november 2021 |                  |                    |       |                             |       |